# Vaik
Vaik (en armeni, Վայք) és una ciutat, capital del municipi de Vaik, a la província de Vaiots Dzor, Armènia.
Segons estimacions oficials, el 2016 tenia una població de 4.700 habitants. Segons el cens del 2022 tenia 5.356 habitants.

## Etimologia
El nom Vaik, que literalment significa «penes» o «afliccions», deriva del cantó de Vaiots Dzor, pertanyent a l’antiga província armènia de Siunia. L'etnògraf Ghevond Alixan vincula l’origen del nom de la ciutat amb un terratrèmol devastador que, segons la tradició, tingué lloc a Vaiots Dzor i destruí gairebé tot el territori, fent caure muntanyes i cobrint els rius.

## Geografia
Vaik està situada a 140 km en carretera de Yerevan, en direcció a la ciutat de Gorís. Ieghegnadzor, la capital de la seva província, està a 20 km al sud-est de Vaik.
Situada a 1300 metres per sobre del nivell delmar, Vaik està a la riba dreta del riu Arpa i està envoltada per les montanyes Yeghegis.
Els hiverns a Vaik són freds i nevats i a l'estiu, la seva temperatura és mig càlida.

## Història

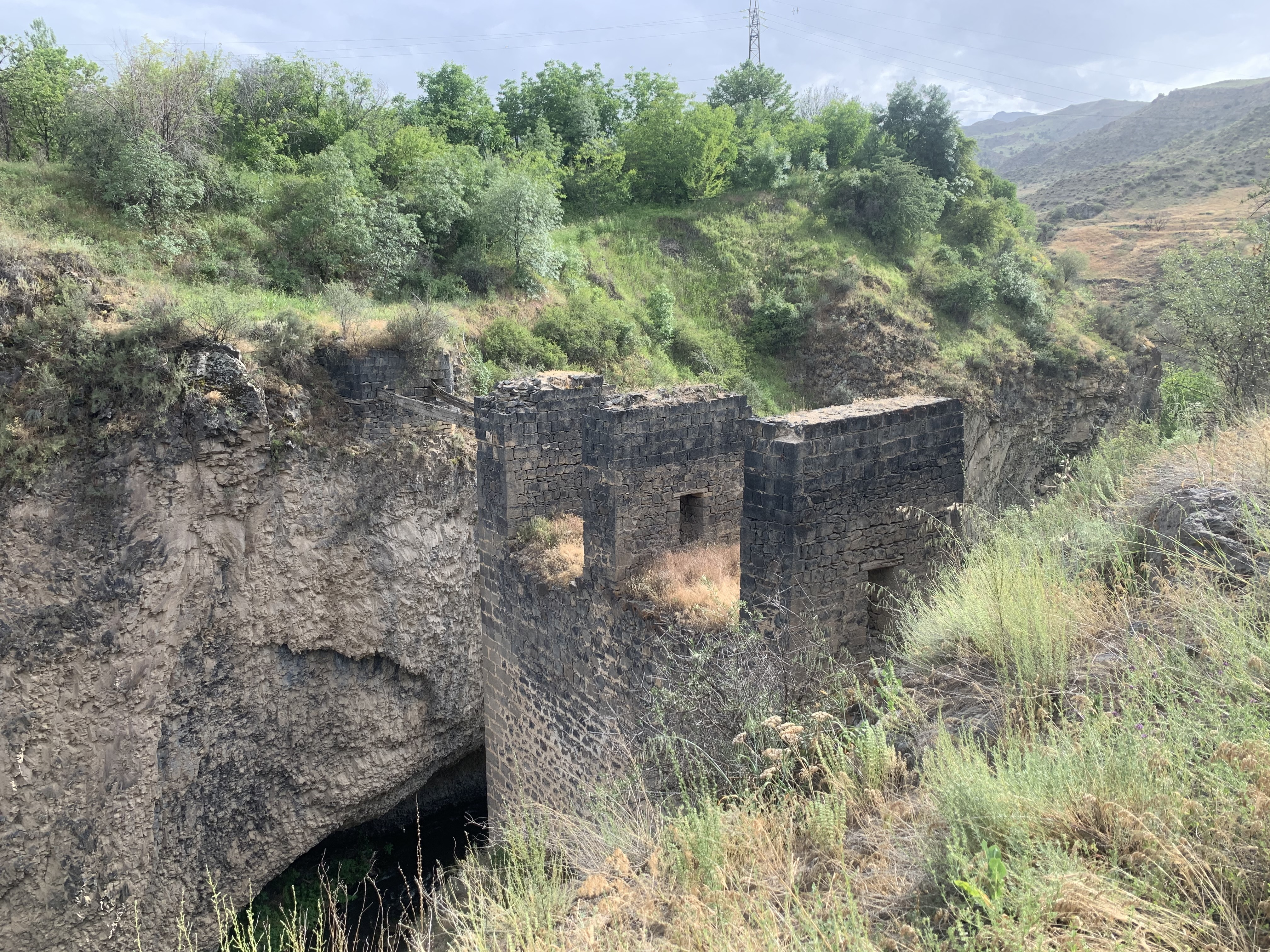
Pont Paskevich a Vaik

Històricament, el territori de l’actual Vaik formava part del cantó de Vaiots Dzor, dins la província de Siunia, la novena província de la Gran Armènia, governada per la dinastia Siunia.
A començaments del segle XVI, l’Armènia Oriental passà a estar sota domini de la Pèrsia safàvida. El territori que avui ocupa Vaik fou integrat al beglarbeguiat de Yerevan i, posteriorment, al kanat de Yerevan. El període comprès entre els segles XVI i XVII és considerat el més fosc de la història de Vaiots Dzor. La regió esdevingué escenari habitual de combats entre tropes invasores de tribus túrquiques i iranianes. Com a conseqüència d’aquests conflictes, molts monuments de gran rellevància i pobles pròspers foren destruïts, i gran part de la població es veié obligada a desplaçar-se. L’any 1747, la regió fou incorporada al recentment constituït kanat de Nakhitxevan.
Arran del Tractat de Turkmantxai, signat el 1828 entre l’Imperi Rus i Pèrsia després de la Guerra Russo-Persa de 1826–1828, molts territoris de l’Armènia Oriental —incloent-hi Vaiots Dzor— passaren a formar part de l’Imperi Rus. Entre 1828 i 1830, nombroses famílies armènies procedents de les ciutats iranianes de Salmas i Khoy foren traslladades a l’Armènia Oriental, especialment a les zones que més tard s’integrarien a la Governació d’Erevan el 1840. La primera onada de colons armenis arribà a la regió de Vaiots Dzor entre 1828 i 1829, i fundaren la petita comunitat rural de Soylan, situada en l’indret on avui es troba Vaik. L’any 1870, el territori passà a formar part del nou uyezd de Sharur-Daralaghezk del Governadorat d’Erevan.
Després del breu període d’independència d’Armènia entre 1918 i 1920, la regió es convertí en un dels principals centres de resistència contra el domini soviètic, integrant-se a la no reconeguda República de l’Armènia Muntanyenca sota el lideratge de Gareguin Njdeh.

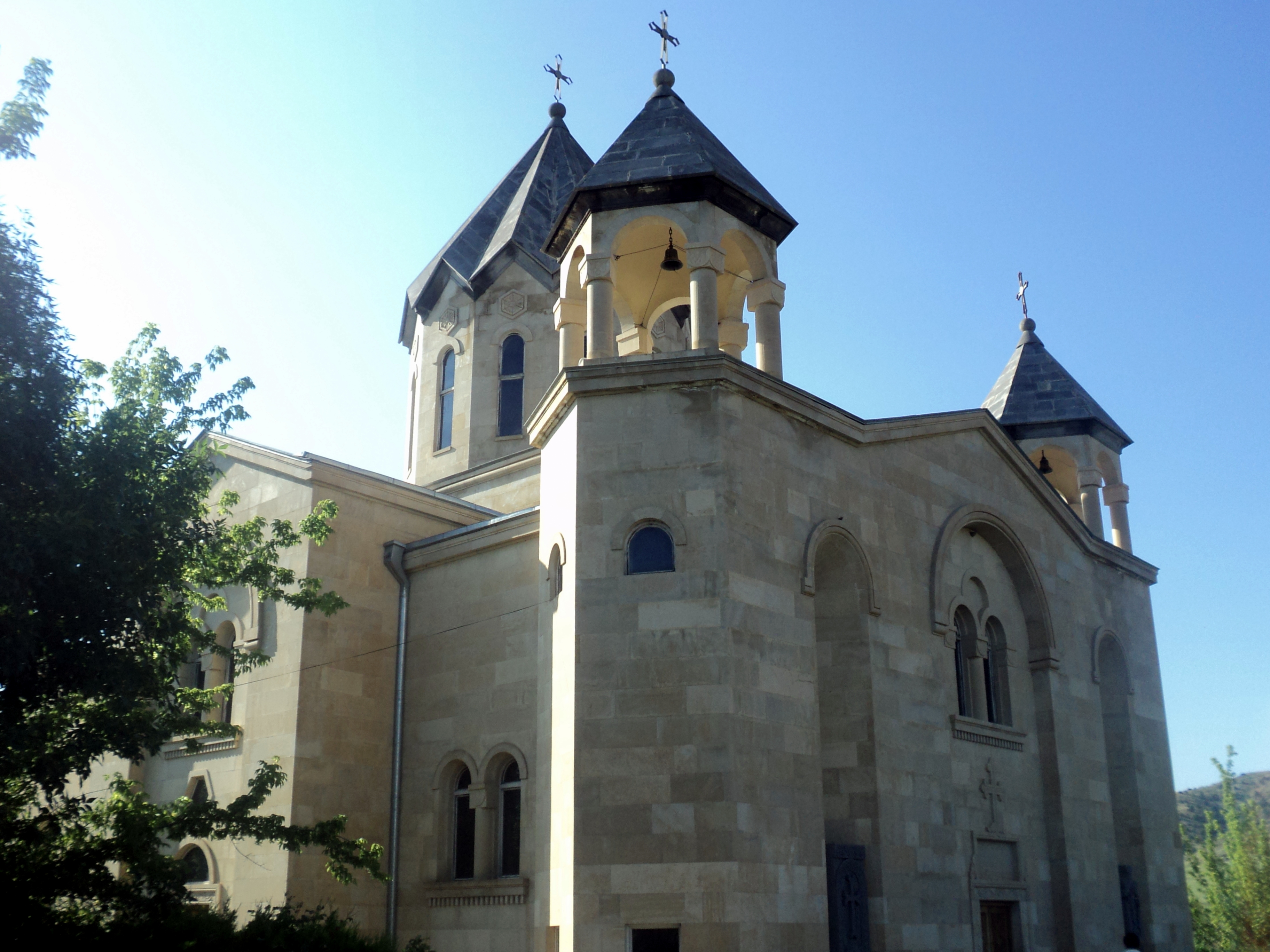
Església de Sant Trdat de Vaik

Un cop derrotats pels bolxevics el juliol de 1921, Soylan fou incorporat a la República Socialista Soviètica d’Armènia. El 1931 esdevingué la capital del nou raion d’Azizbekov. L’any 1956, Soylan obtingué l’estatus d’assentament de tipus urbà i fou rebatejat com a Azizbekov en honor al revolucionari bolxevic Meshadi Azizbekov. El 1973, s’hi inaugurà una sucursal de la fàbrica d’aigua mineral de Jermuk.
Poc abans de la independència d’Armènia, Azizbekov fou rebatejat com a Vaik, el 23 de novembre de 1990. Posteriorment, l’any 1995, Vaik obtingué la categoria de ciutat dins la província de Vaiots Dzor, segons les reformes administratives recentment adoptades. L’economia de la ciutat ha patit un declivi progressiu en el període posterior a la independència, fet que comportà el tancament de la sucursal de la fàbrica d’aigua de Jermuk a Vaik.

## Cultura i patrimoni

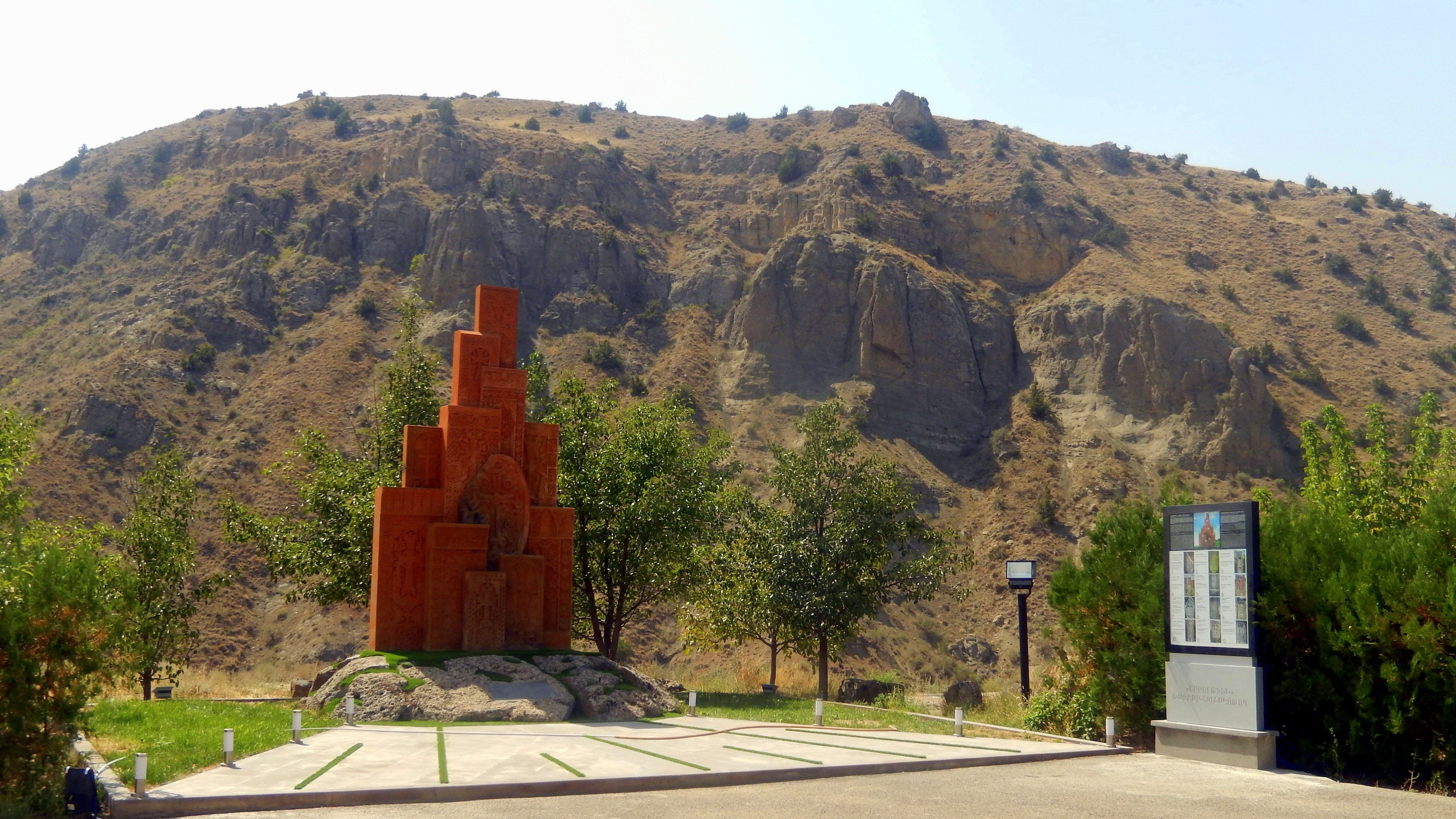
Grup de Khatxkar

Al nord-est de Vaik hi ha les restes de l'antic assentament de Moz, que data del Mil·lenni I aC.
A 1 km a l'oest de la ciutat, hi ha el pont de Vaik, del segle XVII. Aquest fou renovat per Ivan Paskévitx el 1827 durant la guerra russo-persa de 1826-1828.
A la ciutat hi ha l'església de Sant Trdat.

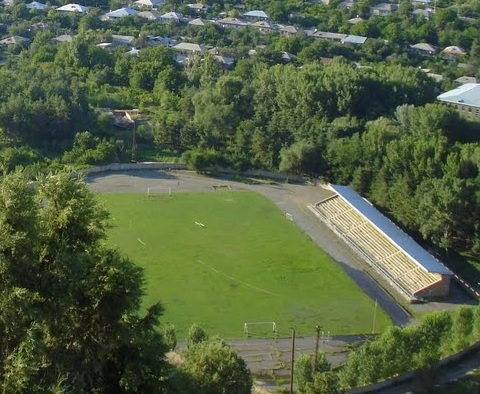
Estadi d'Arevik

A Vaik hi ha un centre cultural amb dues sales de teatre, una acadèmica de música i una d'art i una biblioteca pública. Al centre de la ciutat hi ha el parc Karen Demirchyan.
L'especialitat gastronòmica de Vaik és el Karshm, una sopa de nous amb cigrons i espècies.

## Transports
La ciutat està connectada per l'autopista M-2 de sud a nord. També té carreteres secundàries que la comuniquen amb els pobles de la zona.

## Economia i sanitat
L'economia de Vaik es basa en els serveis, l'agricultura i la manufactura. La companyia industrial més important de la ciutat és el "Vayk Group", que produeix vi i fruits secs. A la ciutat hi ha un hospital des del 1984.

## Educació
A Vaik hi ha 3 escoles públiques i 2 llars d'infants.

## Esports
A Vaik hi ha l'estadi d'Arevik, que té una capacitat de 2000 places. El 2020 s'hi fundà el club de futbol Noravank SG.

## Personalitats notables
- Silva Hakobyan, cantant.